# منتخب مالطا لكأس فيد
منتخب مالطا لكأس فيد (بالإنجليزية: Malta Fed Cup team)‏ هو ممثل مالطا الرسمي في كرة المضرب في كأس فيد.